# Hood (groupe)
Pour les articles homonymes, voir Hood.
Hood est un groupe de rock indépendant britannique, originaire de Leeds, en Angleterre. Il est formé en 1990 par les frères Christopher et Richard Adams. Le groupe se met en pause en 2005.

## Biographie

### Formation et premiers albums (1990–1996)
Le groupe est formé en 1990 à Leeds, en Angleterre, par les frères Christopher et Richard Adams,.
D'inspiration pop et new wave, les premières productions de Hood font la part belle à des chansons très courtes et expérimentales, enregistrées de façon lo-fi. Deux albums sont publiés chez Slumberland : Cabled Linear Traction (1994) et Silent '88 (1996). Une compilation parue en 1996 et baptisée Structured Disasters regroupe leurs premiers 45 tours et flexis.  

### Domino Records et post-rock (1997–2005)
En 1997, la première publication du groupe pour le label Domino est le single Useless. En 1998, Hood amorce un virage artistique vers le post-rock - inspiré de Disco Inferno, Bark Psychosis et Talk Talk - avec Rustic Houses, Forlorn Valleys, album enregistré sous la houlette de Matt Elliott (The Third Eye Foundation, Movietone),.
L'album suivant, The Cycle of Days and Seasons, confirme cette nouvelle direction. Leur style s'affine encore davantage et intègre des éléments de hip-hop alternatif et de glitch en 2001 sur Cold House. Les rappeurs Doseone et Why? de cLOUDDEAD participent à l'enregistrement.

### Pause et autres projets (depuis 2006)
Selon leur label Domino, Hood s’engage dans « une séparation à long terme, les membres du groupe se concentrant sur leurs projets personnels ». Ces nouveaux projets se nomment Bracken et Downpour pour Chris Adams, et The Declining Winter pour Richard Adams.
Un EP inédit de six titres, baptisé British Radars et enregistré en 1993, est publié en 2016 par le label espagnol Acuarela.

## Style et influences
Riche en expérimentations, la musique du groupe mêle de nombreux genres tels que la folk music, la pop, la musique électronique, le post-rock et le dub.

## Discographie

### Albums studio
- 1994 : Cabled Linear Traction (Fluff/Slumberland)
- 1996 : Silent '88 (Slumberland)
- 1998 : Rustic Houses, Forlorn Valleys (Domino)
- 1999 : The Cycle of Days and Seasons (Domino)
- 2001 : Cold House (Domino)
- 2005 : Outside Closer (Domino)

### Compilations
- 1996 : Structured Disasters
- 2003 : Compilations 1995-2002
- 2003 : Singles Compiled
- 2012 : Recollected (coffret 6 CD) (Domino)

### Singles
- 1992 : Sirens
- 1993 : Opening Into Enclosure
- 1994 : 57 White Bread
- 1996 : I’ve Forgotten How to Live
- 1997 : Useless (Domino)
- 1998 : Filmed Initiative
- 2000 : The Year of Occasional Lull
- 2001 : Photographers

### EP
- 1995 : Lee Faust’s Million Piece Orchestra
- 1995 : A Harbour of Thoughts
- 1996 : Secrets Now Known to Others
- 1998 : (The) Weight
- 2001 : Home Is Where It Hurts (Domino)
- 2002 : You Show No Emotion at All (Domino)
- 2004 : The Lost You (Domino)
- 2005 : The Negatives (Domino)
- 2016 : British Radars (Acuarela Discos, écrit et enregistré en 1993/94)